# Three Little Pigs
Three Little Pigs is een korte animatiefilm van 8 minuten uit 1933, geproduceerd door Walt Disney. De film is gebaseerd op het klassieke sprookje De wolf en de drie biggetjes. Het verhaal is voor de film licht aangepast.

## Geschiedenis
De film won de Oscar voor beste korte animatiefilm en het nummer Who's Afraid of the Big Bad Wolf werd toen de film uitkwam een grote hit. De personages uit de tekenfilm zouden later de basis vormen voor de klassiek geworden stripfiguren Midas Wolf en Knir, Knar en Knor. In de tekenfilm hebben ze overigens nog geen namen.

## Stemacteurs
| Acteur          | Personage                  |
| --------------- | -------------------------- |
| Billy Bletcher  | Midas Wolf                 |
| Mary Moder      | Knir                       |
| Dorothy Compton | Knar                       |
| Pinto Colvig    | Knor / imitator Midas Wolf |